# Mangelia densilineata
Mangelia densilineata är en snäckart som först beskrevs av Dall 1921.  Mangelia densilineata ingår i släktet Mangelia och familjen kägelsnäckor. Inga underarter finns listade i Catalogue of Life.